# Heroes & Generals
Heroes & Generals fue un videojuego de disparos en primera persona free-to-play ambientado en la Segunda Guerra Mundial desarrollado y distribuido por Reto-Moto. Esta compañía fue fundada por algunos de los fundadores de IO Interactive y creadores de la serie Hitman. Los desarrolladores lo llaman "juego de participación masiva" en contraste al tradicional videojuego multijugador masivo en línea, donde las acciones en la parte de acción afecta a la parte estratégica.  El jugador puede usar armas y vehículos de la Alemania, de Estados Unidos y de la Unión Soviética.
Los servidores fueron cerrados el 25 de mayo de 2023. A inicios de este año, anunciaron que se lanzaría una secuela que utilizaría el motor gráfico Unreal Engine 5.

## Modo de juego
El jugador empieza escogiendo un soldado de una facción (Estados Unidos, Unión Soviética o Alemania) y puede comprar soldados adicionales de cualquiera de esos ejércitos con créditos del juego. Estos soldados son equipados con un rifle semiautomático por defecto y entran a jugar al modo 'Encuentro' inmediatamente. Cuando se entra en batalla, el jugador se encuentra con un mapa interactivo que muestra el terreno y lo que controla el equipo y el enemigo con puntos de control. En el modo escaramuza y encuentro, el jugador debe hacer clic en el punto de despliegue (spawn)  de su equipo y puede elegir si salir a pie o en vehículo. En el modo de asalto, se aplica la misma dinámica, excepto que los jugadores pueden salir en cualquier punto bajo control de su equipo. Los equipos siempre consistirán en jugadores de su misma facción, a diferencia de otros juegos de la Segunda Guerra Mundial que a veces los equipos son mixtos. El juego incluye tanques, aviones y vehículos reales de los ejércitos de la Segunda Guerra Mundial. Las unidades de infantería también son un aspecto importante del juego. Las decisiones estratégicas y tácticas son tomadas por los oficiales y generales en el mapa de campaña ya que ellos poseen equipos de asalto (tropas). Hay diversos tipos de mapas, desde campos, pueblos a aeródromos. El juego se compone de tres tipos de juego en la parte de juego de disparos de primera persona (FPS): Asalto, Escaramuza y Encuentro.

### Asalto
En asalto en un mapa relativamente grande defenderá un pueblo de un equipo atacante, o a veces dos (a veces dos facciones enemigas atacan a la vez una misma ciudad). El objetivo de la ofensiva es capturar los Objetivos (O1, O2 y O3) y el objetivo de los defensores es mantenerlos hasta que se acabe el tiempo, que suele durar media hora. Si ninguno de los dos bandos tiene todos los objetivos la partida se alargará hasta un máximo de cuatro horas. Este modo no puede ser jugado por jugadores que no alcancen el nivel 5, una vez alcanzado dicho nivel este jugador pasa a Tier 2 y podrá jugar asalto.

### Escaramuza
Las escaramuzas son partidas básicas que pueden ser jugadas por cualquier personaje con rango 1 (una vez completado un 'Encuentro'). Estas consisten en dos equipos que tienen cada uno un punto de despliegue (spawn). Estos equipos deben luchar por los puntos de control (O1, O2 y O3). Cuando un equipo aguanta un punto, una barra arriba del todo de la pantalla se rellena gradualmente. Cuantos más puntos de control están bajo el control del equipo más rápido se rellena la barra. El juego termina cuando uno de los dos equipos mantienen la mayoría de puntos de control el tiempo suficiente como para rellenar la barra al 100 %.

### Encuentro
El modo 'Encuentro' es la versión simplificada de la escaramuza asignada a los nuevos jugadores pero disponible para todos. Como la escaramuza, un equipo gana si aguanta el tiempo suficiente los puntos de control, pero a diferencia de la escaramuza, este modo solo tiene un punto de control (O1) y que solo puede ser jugado entre infantería (sin poderse escoger soldados de otros roles). Esto permite a los nuevos jugadores adaptarse mejor al juego facilitando no tener que enfrentarse a otros roles. Una vez completada la primera batalla de encuentro se desbloquea el modo escaramuza.

## Características
Heroes & Generals tiene también algunas características que lo diferencian de otros juegos de la Segunda Guerra Mundial. El empleo de un vasto terreno lleno de árboles y vegetación que permite a los jugadores camuflarse en arbustos o en la hierba sin ser detectados por francotiradores. Es un juego free to play, (al que se puede jugar gratis) pero no se parece a otros juegos de disparos en primera persona free to play. Posee varios vehículos y varios pequeños detalles que lo hacen comparable a otros juegos como la serie Battlefield o la serie Call of Duty. Asimismo, la parte estratégica puede jugarse también usando un teléfono inteligente o una tablet. Sin embargo, hay diferentes roles en el juego, en el cual hay generales y oficiales moviendo equipos de asalto por el mapa. El jugador escoge a su soldado, le elige una carrera militar (infantería, reconocimiento, tanquista, paracaídista o piloto de caza). Los soldados de infantería pueden especializarse también dependiendo del tipo de arma que se les compre.

## Desarrollo
Heroes & Generals es desarrollado usando su propio motor gráfico 3D de Reto-Moto llamado "Retox". El modelo de desarrollo está basado en el "desarrollo guiado del usuario" mediante feedback para mostrar a los usuarios el desarrollo del juego y estos puedan opinar sobre ello y sugerir ideas para futuras implementaciones.

## Marketing y lanzamiento
El 7 de octubre de 2011 Reto-Moto lanzó su primer tráiler de lanzamiento para la versión alfa de Heroes & Generals en un video en exclusiva para GameTrailers. El juego fue lanzado para Microsoft Windows vía Steam para el prelanzamiento beta el 11 de julio de 2014. El 23 de septiembre de 2016 finalizó su fase beta y fue oficialmente lanzado.

## Controversias
El juego ha sido calificado en múltiples ocasiones de falta de neutralidad y de una parcialidad notoria a favor del bando alemán.
En 2023, ha sido duramente criticado por su comunidad al pedir un gran suma de dinero para que su juego pueda seguir en funcionamiento y continuar el proyecto de "Heroes & Generals 2:The Next War".